# Анаково
Ана́ково (тат. Әнәк) — деревня в Сармановском районе  Республики Татарстан. Входит в состав Старокаширского сельского поселения.

## География
Деревня расположена на автомобильной дороге Сарманово — Альметьевск, в 13 километрах к югу от села Сарманово. 

## История
В «Списке населенных мест по сведениям 1870 года», изданном в 1877 году, населённый пункт упомянут как деревня Анякова 2-го стана Мензелинского уезда Уфимской губернии. Располагалась при речке Каширке, по левую сторону коммерческого тракта из Бирска в Мамадыш, в 68 верстах от уездного города Мензелинска и в 10 верстах от становой квартиры в селе Александровское (Кармалы). В деревне, в 31 дворе жили 185 человек (90 мужчин и 95 женщин, татары), были мечеть, водяная мельница. Жители занимались земледелием, скотоводством.

## Население
| 1811 | 1816 | 1870 | 1920 | 1926 | 1938 | 1949 | 1958 | 1970 | 1979 | 1989 | 2000 |
| ---- | ---- | ---- | ---- | ---- | ---- | ---- | ---- | ---- | ---- | ---- | ---- |
| 52   | 46   | 185  | 280  | 276  | 278  | 191  | 129  | 110  | 68   | 43   | 24   |

## Экономика
Полеводство.